# راسوبینی
راسوبینی (نام علمی: Ictidorhinus) نام یک سرده از راسته ددکاوان است.